# P.W.S.33 Wyżeł
Die P.W.S.33 Wyżeł war ein polnisches zweisitziges Trainingsflugzeug zur Ausbildung von Piloten an zweimotorigen Flugzeugen.
Der Erstflug erfolgte 1938, bis zum Kriegsausbruch wurden jedoch nur zwei Prototypen fertiggestellt.

## Geschichte
Im Jahr 1934 beschlossen die polnischen Luftstreitkräfte, in der Zukunft ihre Jäger und leichten Bomber durch einen einzigen, zweimotorigen Flugzeugtyp zu ersetzen. Diese Vorgaben führten zur Entwicklung der PZL.38 Wilk, deren Erstflug 1938 erfolgte. PWS wurde beauftragt, ein vergleichsweise preiswertes Trainingsflugzeug zu entwerfen, das in seiner Auslegung der PZL.38 Wilk ähnelt und so die Umschulung auf dieses Muster erleichtern sollte. Nach dem Erstflug im November/Dezember 1938 beschloss man, die Fertigung aufzunehmen. In der Zwischenzeit verwarf man die PZL.38 Wilk aufgrund von enttäuschenden Leistungen. Die Arbeiten an der P.W.S.33 Wyżeł wurden aber fortgesetzt, da sie zur Schulung auf das Bombenflugzeug PZL.37 Łoś dienen sollte.

## Technische Daten
| Kenngröße              | Daten                                          |
| ---------------------- | ---------------------------------------------- |
| Baujahr                | 1939                                           |
| Hersteller             | Podlaska Wytwórnia Samolotów                   |
| Typ                    | zweisitziges Trainingsflugzeug                 |
| Besatzung              | 2                                              |
| Länge                  | 6,24 m                                         |
| Spannweite             | 9,26 m                                         |
| Höhe                   | 2,56 m                                         |
| Flügelfläche           | 12,70 m²                                       |
| Flügelstreckung        | 6,8                                            |
| Leermasse              | 950 kg                                         |
| max. Startmasse        | 1410 kg                                        |
| Treibstoffmenge        | 250 l                                          |
| Höchstgeschwindigkeit  | 315 km/h                                       |
| Minimalgeschwindigkeit | 100 km/h                                       |
| Reisegeschwindigkeit   | 260 km/h                                       |
| Reichweite             | 1160 km                                        |
| Steigleistung          | 4,5 m/s                                        |
| Dienstgipfelhöhe       | 4500 m                                         |
| Triebwerke             | zwei 9-Zylinder-Reihenmotore PZInż. „Major 4B“ |
| Leistung               | je 130 PS (ca. 100 kW)                         |
| Bewaffnung             | 1 MG: 7,9 mm und 2 Bomben zu je 12,5 kg        |